# Mănăstirea Ursulinelor din Oradea
Mănăstirea Ursulinelor din Oradea se află în cartierul Olosig. Biserica mănăstirii poartă hramul Sfânta Ana. Inițial a avut o clopotniță din lemn. Clădirile mănăstirii au fost ridicate spre nord, între anii 1772-1774, în stil baroc. În 1858 au fost extinse anexele, iar fațadele au căpătat forma neogotică pe care o au până în prezent.

## Istoric
În anul 1765 canonicul István Szenczy a reușit să aducă la Oradea călugărițe ursuline din Cașovia. Școala acestora a funcționat la început ca școală primară. În anul 1774 s-a terminat construcția bisericii ordinului ursulinelor (lângă intrare, pe o placă de marmură, este indicat nivelul la care a ajuns apa în inundațiile din 1851). În 1856 a devenit școală pedagogică, iar la sfâșitul secolului al XIX-lea liceu de fete. După anii regimului comunist, ordinul ursulinelor a recăpătat dreptul de proprietar asupra clădirii în care în prezent funcționează Liceul Teoretic „Ady Endre”, cu predare în limba maghiară.